# Carpi

Carpii - în dreapta sus

Carpii erau un trib dacic care trăia în Moldova, de la Munții Carpați (despre care se crede că au moștenit numele de la carpi) până la Nistru, cele mai multe situri arheologice găsindu-se în partea de vest a zonei.
Cuceriți de romani, în anii 101-102 și 105-106, ei făceau parte din acei așa-ziși daci liberi, extraprovinciali, fiind considerați de romani, mai ales din secolul III d.Hr., unul dintre cele mai mari pericole pentru provinciile Dunării de Jos;de altfel se presupune că ei au recucerit o parte din teritoriile provinciei romane Dacia după retragerea aureliană.
Ultima menționare despre carpi este cea a istoricului grec Zosimos (la începutul secolului al VI-lea), el scriind despre înfrângerea incursiunii acestora (sub numele de carpo-daci) de către împăratul Teodosiu I în 381.
Prezența carpilor, ca daci liberi, este constantă la est de Carpați pe toată perioada de dominație romană în Dacia, unde au creat cultura arheologică Poienești-Zvoriștea, manifestându-se prin continuitate de locuire a teritoriului și schimburi între populațiile dacice „libere” și locuitorii Daciei romane sau cu neamurile germanice. O parte a carpilor, mai ales din părțile sudice ale Moldovei, au fost strămutați în diferite părți ale imperiului. Diferitele sisteme de dominație romană, în cadrul „hotarelor invizibile ale imperiului” (Theodor Mommsen), au determinat asimilarea de către carpi a culturii net superioare romanice, ca urmare a acestui proces carpii însușindu-și limba latină, favorizând unitatea etnico-lingvistică în întreg spațiul dintre Nistru, Dunăre și Tisa. Retragerea aureliană de la nordul Dunării din 275 a favorizat această sinteză.

## Etimologia numelui

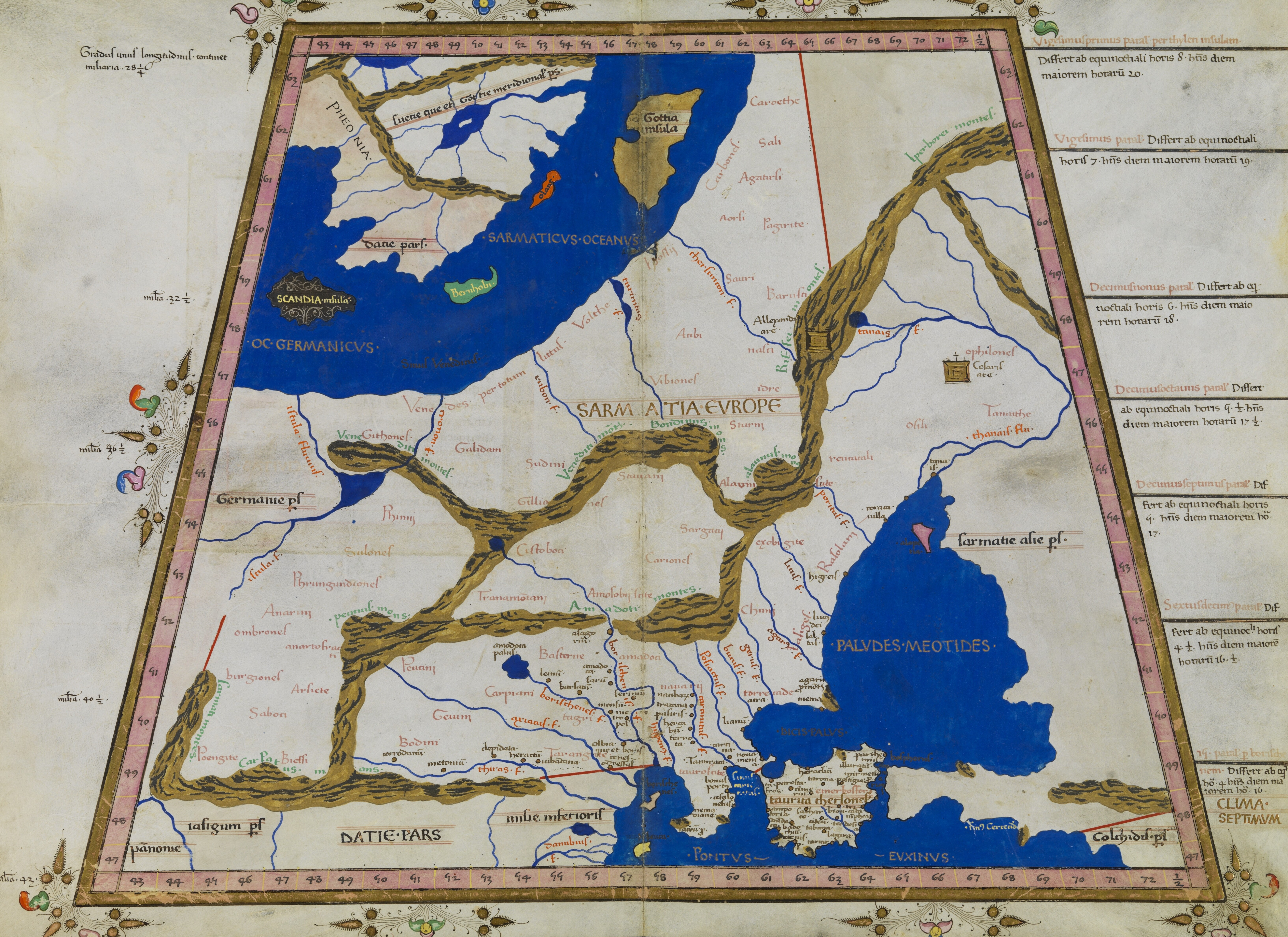
Carpiani pe o hartă din 1467 bazată pe Geographia lui Ptolomeu (sec. II).

Greco-romanii au numit acești oameni carpi sau carpiani. Probabil cea mai veche mențiune este sub numele grecesc kαρπιανοί (carpiani în latină) și se găsește în Geographia geografului grec din secolul al doilea Ptolemeu, scrisă în jur de anul 140. 
Numele de carpi sau carpiani poate fi derivat din aceeași rădăcină ca și numele lanțului muntos carpatic pe care carpii l-au ocupat, și menționat de asemenea pentru prima data de Ptolemeu sub numele de Καρπάτης, Karpátes. Se poate presupune că rădăcina ar fi cuvântul proto-indo-european *ker/sker, care înseamnă "vârf" sau "faleză" (v. în albaneză carpe, stâncă, română (ș)carpă, cu sensul de prăpastie, și scarpa în limba italiană). Oamenii de știință care susțin legătura etimologică dintre numele carpilor și cel al munților sunt împărțiți între cei care cred că tribul dac a dat numele lor lanțului muntos, Carpații deci înseamnând "munții carpilor", și cei care pretind contrariul. În acest ultim caz, carpiani ar putea însemna pur și simplu "oameni din Carpați". Dar similitudinea dintre cele două nume poate fi și o coincidență, ele putând deriva din rădăcini diferite. S-a sugerat de exemplu că numele poate deriva din rădăcina slavă krepu, care înseamnă "puternic" sau "curajos". S-a sugerat de asemenea că numele Carpaților ar putea fi derivat din rădăcina sanscrita kar, care înseamnă "tăiat", ducând la sensul de "munți stâncoși".
Vasile Pârvan consideră că următoarele popoarele înregistrate în sursele antice corespund carpianilor lui Ptolemeu:
- Kallipidai, menționați în Istoriile lui Herodot, o lucrare scrisă în jurul anului 430 î.Hr., așezați în regiunea râului Borysthenes (Nipru).[10][11]
- Karpídai, în jurul gurii râului Tyras (Nistru), înregistrați într-un fragment de Pseudo-Scymnus (cca. 90 î.Hr.).[11][12]
- Harpii, situați în apropiere de Delta Dunării, menționați tot de Ptolemeu.[11][13]

Dacă așa stau lucrurile, locurile în care sunt menționați ar putea implica faptul că au migrat treptat spre vest, în perioada 400 î.Hr. - 140 d. Hr., o teorie susținută de Kahrstedt. Elementul comun al acestor nume, carp, apare frecvent în toponime și numele personale ale dacilor și tracilor. Nu există însă un consens că toate aceste grupuri ar fi identice cu neamul carpilor. Bichir sugerează că acestea ar fi fost triburi traco-dacice inrudite pe departe cu carpii.

## Teritoriu
Potrivit lui Ptolemeu Geographia (cca publicat 140), carpii au ocupat o regiune între râul Hierasus (Siret) și râul Porata (Prut) (de exemplu, Principatului Moldovei). Acest lucru a fost în afara "Dacia propriu", astfel cum este definită de Ptolemeu, a cărui frontieră de est a fost Hierasus. La est de acest râu ce a numit Ptolemeu se întinde Sarmația Europaea, o regiune vastă întindere până la Crimeea, în principal, dar în nici un caz exclusiv, populat de triburi sarmațiene.
Potrivit lui Ptolemeu, vecinii carpilor au fost:
- la nord, Costoboci
- la sud, în câmpia munteană, roxolanii sarmații
- la est de Prut, Tyrageti care au migrat în regiunea dintre râurile Prut și Nistru în jurul valorii de 200 î.Hr.)

La vest, munții Carpați de Est între Siret și granița provinciei romane au fost, probabil, populată de "daci liberi" adică dacii etnice care locuiesc în afara Daciei romane.
Cu toate acestea, nu este posibil să se definească în mod fiabil teritoriile acestor grupuri datorită imprecizia surselor geografice antice. De asemenea, este probabil ca în multe domenii, grupuri etnice suprapuse și harta etnică a fost un mozaic de sub-grupuri dispersate. Sarmați și bastarnilor sunt atestate, atât în literatura de specialitate și arheologie, peste tot Țara Românească, Moldova și Basarabia. Este posibil ca, atunci când sursele greco-romane se referă la conflicte cu Costoboci, carpii sau goții , acestea sunt referindu-se la coaliții de grupuri diferite în tribul în prezent hegemonic. Având în vedere raiduri repetate Carpi de la sud de Dunăre și ciocniri cu romanii în timpul secolului al treilea, este probabil de cca 230, carpii au extins hegemonia lor în estul Munteniei, dominat anterior de roxolanii.

## Cultură materială
Nu există nici o dispută între oamenii de știință că unele așezări dacice din Moldova (mai ales la vest de Siret, cu câțiva de pe malul de est (inclusiv Piroboridava, identificat cu Poiana-Tecuci), au fost abandonate în 106, cel mai probabil, în conformitate cu Bichir, ca urmare a cuceririi Daciei de către romani. Din acest moment, Bichir identifică două culturi distincte din Moldova, existente. Prima, o cultură sedentară, etichetat "daco-carpică" de Bichir, a început în jurul anului 106 și a dispărut în jurul anului 318; O cultură mică a afișat caracteristici asociate de obicei cu popoarele nomade din stepele eurasiatice ., etichetate "Sarmați" de Bichir.